# Rio Pirapozinho
O rio Pirapozinho é um rio brasileiro do estado de São Paulo.